# Onbaşı
Onbaşı è un grado militare delle forze armate turche, equivalente al caporale. Nelle forze armate turche il grado è superiore a er (soldato) e inferiore a Uzman Onbaşı (caporale specialista). La parola è composta da "en" ogni dieci, e "Bashi" responsabile, e significa "capo di dieci".

## Gradi di sottifficiali graduati e truppa dell'Esercito ottomano
| Grado   | Sottufficiali e graduati | Sottufficiali e graduati | truppa | truppa |
| ------- | ------------------------ | ------------------------ | ------ | ------ |
| Turchia | Çavuş                    | Onbaşı                   | Nefer  |        |

## Gradi attuali
| Turchia | Uzman Onbaşı | Onbaşı | Uzman Onbaşı | Onbaşı | Uzman Onbaşı | Onbaşı |

## Egitto
Nell'Egitto ottomano la denominazione del grado era 'Uwnbashi (arabo: أونباشي) e tale denominazione è rimasta in vigore anche all'epoca dell'Egitto dei Chedivè e durante il  Protettorato britannico sull'Egitto. 
Dopo dopo l'indipendenza dell'Egitto del 1922 la denominazione del grado venne cambiata con Arīf (arabo: عريف) omologo del caporale delle forze armate italiane. 
Il grado era inferiore a Jawish, omologo del Sergente degli eserciti occidentali, e superiore al grado di Askari (عسكري), omologo del Soldato degli eserciti occidentali e grado più basso della gerarchia militare egiziana. L'Uwnmbashi assisteva lo Jawish nelle questioni militari e amministrative.

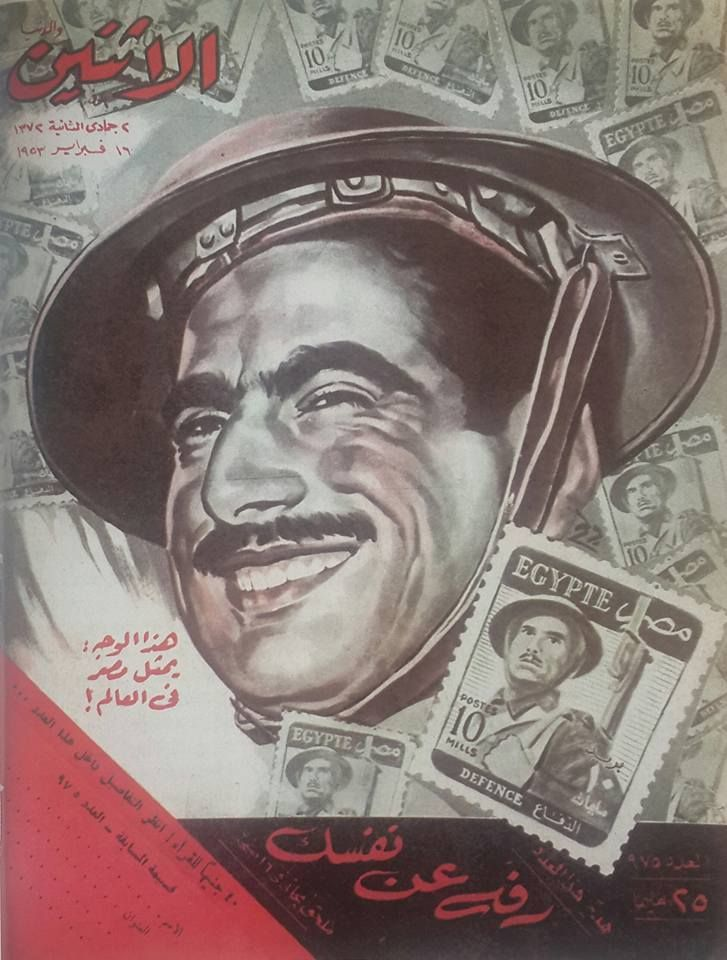
Al-'Uwnbashi Sayyed Suleiman, la cui immagine era presente sui francobolli egiziani degli anni cinquanta

| Sergenti e graduati             | Sergenti e graduati      | Sergenti e graduati            | Truppa                   |
| Sergente maggiore               | Sergente                 | Caporale                       | Soldato                  |
| in arabo باشجاويش‎? (Bashjawish) | in arabo شاويش‎? (Jawish) | in arabo أونباشي‎? ('Uwnmbashi) | in arabo عسكري‎? (Askari) |
| ------------------------------- | ------------------------ | ------------------------------ | ------------------------ |